# Jonathan Walters
Jonathan Ronald Walters (ur. 20 września 1983) – irlandzki piłkarz.
Jako junior był zawodnikiem Blackburn, jednak nie przebił się do pierwszego składu na stałe. Następnie był zawodnikiem Boltonu, jednak w nie grał w podstawowym składzie i był wypożyczany do słabszych zespołów. W 2004 został zawodnikiem Hull City, grał także w Chester i Wrexham. W latach 2007–2010 był zawodnikiem Ipswich Town, a w 2010 został piłkarzem grającego w Premier League Stoke. W maju 2012 został powołany do 23 osobowej kadry na Mistrzostwa Europy w Piłce Nożnej 2012 przez selekcjonera Giovanniego Trapattoniego. W reprezentacji Irlandii zadebiutował w listopadzie 2010 w spotkaniu z Norwegią. Wcześniej grał w młodzieżówce i drużynie B tego kraju. Obywatelstwo Irlandii posiada, ponieważ Irlandką jest jego matka.
22 marca 2019 r. ogłosił zakończenie kariery z powodu przedłużających się problemów z kontuzją.